# Abbaye de Grandselve (Obout)
Ne pas confondre cette abbaye avec l'abbaye de Grandselve, située en France, et d'après laquelle celle-ci est nommée.
L'abbaye de Grandselve est une abbaye trappiste en activité, située à proximité du village d'Obout, dans la commune de Nkolmetet (département de Nyong-et-So'o), au Cameroun. Des moines cisterciens fondent ce monastère durant les années 1950, puis le quittent en 1969 pour fonder l'abbaye de Koutaba au nord-ouest du pays ; ils laissent l'abbaye à des religieuses de la même congrégation, qui l'occupent depuis.

## Localisation
L'abbaye de Grandselve est située environ deux kilomètres au nord du village d'Obout, et environ cinq kilomètres au sud des méandres du Nyong. Le village est lui-même situé environ à vingt-cinq kilomètres à l'est de Mbalmayo, et une soixantaine de kilomètres au sud-est de Yaoundé, capitale du Cameroun,,.

## Historique

### Première fondation masculine
Les moines cisterciens arrivent de l'abbaye Notre-Dame d'Aiguebelle au Cameroun en 1951 et s'installent à Minlaba, dans le sud du pays, mais se retrouvent confrontés à de nombreuses difficultés. En 1954, après la visite du supérieur général de l'ordre, ils se transfèrent à Obout, et commencent la construction d'un monastère, monastère qu'ils cèdent en 1968 à des religieuses trappistines venues de La Coudre à Laval.
Initialement, le monastère devait s'appeler « Notre-Dame d'Afrique ». Mais, par respect pour la Basilique Notre-Dame d'Afrique déjà existante à Alger, le chapitre général cistercien décide plutôt de lui donner le nom de « Grandselve ». Ce dernier fait pour partie référence au fait que l'abbaye est située dans une vaste forêt ; d'autre part, le nom est choisi en référence à l'abbaye de Grandselve, située dans le Tarn-et-Garonne.
Le recrutement constitue une surprise pour les moines européens : ils croyaient que s'engageraient dans la vie monastique plus particulièrement des Camerounais ruraux peu instruits ; or ce sont surtout des jeunes urbains diplômés qui se présentent : séminaristes, jeunes prêtres, membres de l'Action catholique, très demandeurs en formation  intellectuelle et spirituelle, ainsi que dans l’apprentissage d'un métier.
Au début des années 1960, la fondation reste fragile : des vocations arrivent, mais aucune ordination n'est espérée pour les six prochaines années ; d'autre part, la communauté manque d'argent et de personnel. Le 14 septembre 1962, le chapitre général évoque cette faiblesse, qui implique durant un temps que Grandselve, fille d'Aiguebelle, passe directement sous la responsabilité de Cîteaux. L'abbaye-mère de l'ordre envoie Bernard Cordier, moine trappiste récemment ordonné prêtre sous le nom de père Beaudoin, et ancien pilote de chasse et de ligne ; ce dernier  reste environ une année à Grandselve.
En 1965-1966, les difficultés se sont résorbées ; surtout, une intense demande existe auprès des jeunes Camerounais qui veulent venir au monastère ; les moines européens souhaitent renforcer une « africanité » de l'abbaye, en renforçant la part de religieux issus du cru, et en nommant à terme ceux-ci aux postes de responsabilité ; mais le site de Grandselve ne se prête pas à cette évolution. D'autre part, l'abbaye Notre-Dame de la Coudre à Laval enregistre alors de très nombreuses arrivées, avec un total de près de 80 religieuses, majoritairement jeunes. La décision est donc prise de laisser Grandselve aux Trappistines et de fonder le monastère masculin à Koutaba.

### Communauté féminine
Six sœurs arrivent en 1968. Les débuts sont difficiles, et concomitants de changements importants dans la relation des moniales au monde. En effet, c'est également à cette période que la clôture disparaît dans le contexte des suites du Concile Vatican II. À partir de 1977, Obout accueille des postulantes nigérianes, qui fondent par la suite l'abbaye d'Abakaliki dans leur pays. Le monastère est érigé en prieuré le 2 mars 1995, après l'engagement des deux premières postulants camerounaises. En 2003, la première prieure camerounaise est élue,.
Au début des années 2000, le monastère est dévalisé par des bandits. En 2008, la communauté monastique compte neuf personnes, dont cinq religieuses, une professe et des sœurs non stabilisées. La communauté vit de son poulailler (vente directe de poules et d'œufs, principalement à Yaoundé), de la confection de confitures et de sirops, mais aussi de l'accueil (douze chambres totalisant dix-huit lits et un dortoir de douze lits),.
Les trappistines gèrent entre autres un internat, qui accueille 90 jeunes en difficulté scolaire, et un dispensaire nommé « Christ-Roi ».

#### Liste des responsables
- Anne Morin, supérieure de 1968 à 1985 ;
- Monique Bourru, supérieure du 12 décembre 1985 au 3 mars 1989 ;
- Guénolé Le Page, supérieure du 3 mars 1989 au 31 août 1992 ;
- Anne Noël, supérieure du 31 août 1992 au 3 mars 1995 puis prieure de cette date au 10 février 2003
- Marie-Angèle Ngou, supérieure ad nutum du 10 février 2003 au 30 octobre 2003 puis prieure de cette date au 30 octobre 2009, première supérieure africaine ;
- Hortense Mituga, supérieure ad nutum de 2009 à 2013 ;
- Regina Nebo, responsable de la communauté dispersée depuis 2013[16].